# Claus Janzen
Claus Janzen (* 11. Februar 1962 in Hagen) ist ein deutscher Schauspieler, Hörspielsprecher und Regisseur.

## Leben
Nach Ablegen des Abiturs erhielt Claus Janzen eine Schauspielausbildung an der Schule des Theaters im Theater der Keller in Köln. Erste Bühnenstationen führten ihn an das Theater der Keller, das Stadttheater Dortmund und die Komödie Düsseldorf. Ab 1993 war er Ensemblemitglied am Millowitsch-Theater in Köln. Mit der Spielzeit 2002/2003 übernahm er neben seiner Tätigkeit als Schauspieler auch vielfach die Inszenierungen der aufgeführten Theaterstücke. Seit 2016 gehört er dem Ensemble des Theaters in der Filmdose an.
Claus Janzen wirkte in verschiedenen Film- und Fernsehproduktionen mit. Darunter befanden sich im Jahr 2003 der Kinderfilm Der zehnte Sommer von Jörg Grünler mit Kai Wiesinger, Katharina Böhm und Martin Stührk und 2011 der Fernsehfilm Dann kam Lucy von Christoph Schrewe mit Julia Jäger, Heio von Stetten und Olga von Luckwald. Darüber hinaus trat er als Darsteller in Folgen der Fernsehserien Lindenstraße, Stadtklinik, Lukas, Unter uns und Die Camper sowie der Fernsehreihe Tatort auf. In der WDR-Produktion Die Anrheiner und  auch in der Nachfolgeserie Ein Fall für die Anrheiner spielte er seit 2002 die durchgehende Rolle des Udo Herkenrath. Zudem ist Claus Janzen vereinzelt als Hörspielsprecher tätig.

## Filmografie (Auswahl)
- 1989–1994: Li-La-Launebär (Kindersendung, Der Rasende Roland)
- 1991 und 2007: Lindenstraße (Fernsehserie, zwei verschiedene Rollen)
- 1993: Liebesgrüße aus Nippes (Fernsehfilm)
- 1993–1994: Stadtklinik (Fernsehserie) – drei Folgen als Rolf Zöllner
- 1998: …und im Keller gärt es (Fernsehserie) – drei Folgen
- 1998: Lukas (Fernsehserie) – Mein Freund ist Ausländer (Fernsehserie)
- 1999–2012: Verbotene Liebe (Fernsehserie) – drei Folgen
- 1999: Mitgemacht, Bargeld lacht!
- 1999: Tatort – Restrisiko (Fernsehreihe)
- 1999: Unter uns – vier Folgen als Johnny Webster
- 2002: Geld macht sexy (Fernsehfilm)
- 2002–2011: Die Anrheiner (Fernsehserie) – als Udo Herkenrath
- 2003: Et kütt wie et kütt (Fernsehfilm)
- 2003: Der zehnte Sommer
- 2005: Taxi nach Ehrenfeld (Fernsehfilm)
- 2005: Die Camper (Fernsehserie) – Der Autokauf
- 2008: Mannsbilder (Fernsehserie)
- 2011: Dann kam Lucy (Fernsehfilm)
- 2011–2014: Ein Fall für die Anrheiner (Fernsehserie) – als Udo Herkenrath
- 2014: SOKO Köln (Fernsehserie) – Bulle sucht Frau
- 2015: Der Staatsanwalt (Fernsehserie) – Bunga Bunga
- 2015: Rentnercops (Fernsehserie) – Das Würfelspiel
- 2015: Die Müttermafia-Patin (Fernsehfilm)

## Hörspiele
- 1995: Der Rattenkönig – Regie: Thomas Werner
- 1996: Eine Leiche im Kofferraum – Regie: Klaus Mehrländer
- 1997: Burn your Phone – Regie: Petra Feldhoff
- 1999: Die Abenteuer des starken Wanja (sechs Teile) – Regie: Klaus Dieter Pittrich
- 2000: Die letzte Reise der Titanic – Regie: Klaus Dieter Pittrich